# Larswm

Larswm est un gestionnaire de fenêtres

Larswm est un gestionnaire de fenêtres pour le système X Window.
Sa dernière version 7.5.3 est sortie le 15 juillet 2004, c'est une réécriture de 9wm.
Il gère les bureaux virtuels et se veut extrêmement basique, enlevant tout ce qui peut être superflu, il utilise très peu de ressources matérielles.